# Matwiej Zotow
Matwiej Iwanowicz Zotow (ros. Матвей Иванович Зо́тов, ur. 14 listopada?/27 listopada 1914 we wsi Klekotki w obwodzie riazańskim, zm. 2 września 1970 w Moskwie) – radziecki lotnik wojskowy, generał major lotnictwa, Bohater Związku Radzieckiego (1943).

## Życiorys
Urodził się w rodzinie chłopskiej. Skończył 8 klas i szkołę fabryczno-zawodową, od 1935 służył w Armii Czerwonej, w 1937 ukończył wojskową lotniczą szkołę pilotów w Odessie, od 1941 należał do WKP(b). Od lipca 1941 uczestniczył w wojnie z Niemcami jako dowódca eskadry, od listopada 1942 szturman (nawigator) 427 pułku lotnictwa myśliwskiego, a od 2 lipca 1944 do końca wojny dowódca 149 pułku lotnictwa myśliwskiego gwardii. Walczył na Froncie Północno-Zachodnim, Wołchowskim, Zachodnim, Południowo-Zachodnim, Woroneskim i 1 Ukraińskim, do lipca 1943 wykonał 163 loty bojowe i stoczył 52 walki powietrzne, w których strącił osobiście 13 samolotów wroga. Łącznie w czasie wojny wykonał ponad 300 lotów bojowych, w których strącił osobiście 13 bombowców i 4 myśliwce wroga. Po wojnie nadal dowodził pułkiem, w 1947 został dowódcą 151 Dywizji Lotnictwa Myśliwskiego Gwardii, w 1953 ukończył Wojskową Akademię Sztabu Generalnego, w 1960 został zwolniony do rezerwy w stopniu generała majora. Został pochowany na Cmentarzu Gołowinskim.

## Odznaczenia
- Złota Gwiazda Bohatera Związku Radzieckiego (28 września 1943)
- Order Lenina (1943)
- Order Czerwonego Sztandaru (pięciokrotnie, 1942, 1943, 1944, 1945 i 1956)
- Order Czerwonej Gwiazdy (dwukrotnie, 1943 i 1950)

I medale.